# ワックス弾

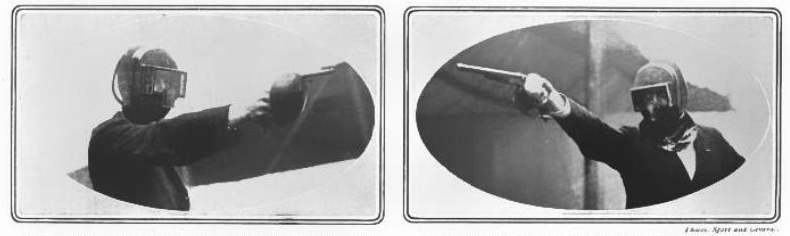
1908年オリンピックでのワックス弾を用いた競技の模様

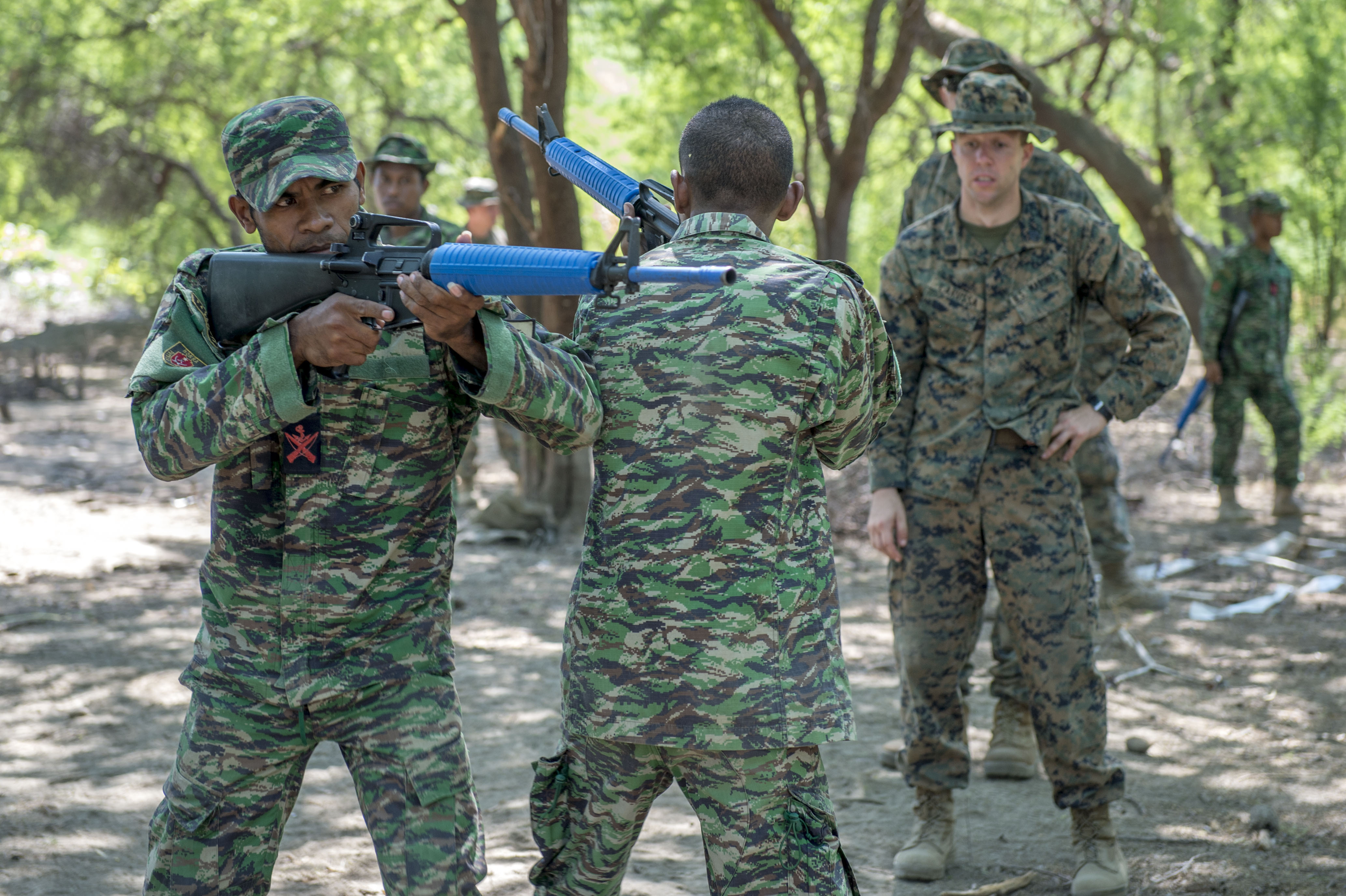
訓練用のM16を構える東ティモール国防軍の兵士。

ワックス弾（ワックスだん　Wax bullet)または蝋弾は、ワックス・蝋で作られた弾丸。通常はパラフィンで作られ、殺傷力は小さい（完全な安全ではない）。弾丸は低密度かつ軽量のため、発射薬は少なく、反動も少ない。そのため、特別なカートリッジを用いない限り、自動銃器には適さない。通常は、リボルバーで使用される。
射撃訓練や早撃ちの射撃競技等に用いられ、20世紀初頭に流行したピストル決闘競技でも用いられた。このピストル決闘は1908年ロンドンオリンピックで競技ともなっている。
CQB訓練など至近距離での発砲を伴う訓練用としても利用されており、M16には訓練用としてワックス弾を使うモデルがある。
弾丸受け止め術のイリュージョンのトリックにも使われたことがある。中空のワックス弾を用いて、発砲時に弾丸が砕けて、事実上、空砲となる仕組みであった。